# Noronha-Olivtyrann
Der Noronha-Olivtyrann (Elaenia ridleyana) ist eine Vogelart aus der Familie der Tyrannen. Er ist auf dem brasilianischen Fernando-de-Noronha-Archipel endemisch und hat damit das östlichste Verbreitungsgebiet von allen Tyrannenarten. Er ist ein Standvogel. Das Artepitheton ehrt den britischen Botaniker Henry Nicholas Ridley, der 1887 während einer Forschungsexpedition die Tier- und Pflanzenwelt auf Fernando de Noronha studierte.

## Merkmale
Der Noronha-Olivtyrann erreicht eine Größe von 17 Zentimetern. Die Geschlechter sehen gleich aus. Der überwiegend olivbraune Kopf hat eine leichte haubenartige Erscheinung. Die Oberseite ist einheitlich dunkel gräulich-oliv. Die Flügel und der Schwanz sind düster. Es gibt drei weiße Flügelbinden. Die Kehle ist gräulich. An der Brust geht die Färbung in ein dunkel olivgrau über und kontrastiert scharf mit dem gelblich gefärbten Bauch und den Unterschwanzdecken. Die Iris ist dunkelbraun. Der Schnabel ist schwarz mit einer hellen fleischfarbenen Basis am Unterschnabel. Die Beine sind schwarz. Die juvenilen Vögel sind bisher unbeschrieben. Die Stimme besteht aus unterschiedlichen Vokalisierungen, die kurze, starke „thiu-thiu-thiu“-Rufe und monotone „uuu-uuu-uuu“-Pfiffe beinhalten.
Eine sehr ähnliche Art ist der Graubrust-Olivtyrann (Elaenia spectabilis), von der sich der Noronha-Olivtyrann durch die kleinere Körpergröße, den längeren Schnabel und durch den kürzeren Schwanz unterscheidet.

## Verbreitungsgebiet
Der Noronha-Olivtyrann hat ein kleines Verbreitungsgebiet von 18 km². Sein Vorkommen ist auf die Hauptinsel Fernando de Noronha sowie auf die Nachbarinsel Ilha Rata beschränkt. Neben dem Noronha-Olivtyrann gibt es noch zwei weitere endemische Landvögel auf Fernando de Noronha, die Noronha-Ohrflecktaube (Zenaida auriculata noronha) und den Schmalschnabelvireo (Vireo gracilirostris).

## Lebensraum und Lebensweise
Der Noronha-Olivtyrann bewohnt trockenes Waldland, offene Wälder, Buschland oder Dickichte in der Umgebung von Häusern. Seine Nahrung besteht aus Insekten und kleinen Früchten, insbesondere der Art Ficus noronhae. Die Brutzeit ist vermutlich zwischen Februar und Mai. Das Nest ist napfförmig und hat einen Durchmesser von 8 Zentimetern. Es wird aus den Ranken von Kürbisgewächsen (Cucurbitaceae) und feinen Zweigen errichtet und auf die kahlen Äste von Bäumen der Gattungen Sapium, Erythrina oder Anacardium platziert. Ausgepolstert wird das Nest mit dem wolligen Flaum der Gonolobus-micranthus-Samen.